# Chaetostricha cirifuniculata
Chaetostricha cirifuniculata är en stekelart som beskrevs av Lin 1994. Chaetostricha cirifuniculata ingår i släktet Chaetostricha och familjen hårstrimsteklar. Inga underarter finns listade i Catalogue of Life.